# OSIRIS-REx
La OSIRIS-REx es una sonda espacial de la NASA cuyo objetivo es alcanzar el asteroide Bennu, recoger una muestra del material de su superficie y volver a la Tierra para que esta muestra sea analizada. Fue lanzada el 8 de septiembre de 2016 desde cabo Cañaveral.
El nombre es el acrónimo de Origins, Spectral Interpretation, Resource Identification, Security-Regolith Explorer.
La sonda llegó al asteroide el 3 de diciembre de 2018, lo cartografió y analizó durante varios meses y, en julio de 2020, empezó la recogida de muestras por medio de un brazo retráctil que alcanza la superficie del asteroide. El brazo de la sonda tocará la superficie y eyectará un chorro de nitrógeno gaseoso para arrastrar porciones de regolito que serán capturadas por un filtro y guardadas dentro de la Cápsula de Retorno de Muestras. El cargamento de nitrógeno es suficiente como para realizar tres intentos en los cuales se pretende obtener un mínimo de 60 gramos y un máximo de 2 kilogramos de material del asteroide. El contacto entre la sonda y el asteroide durará apenas cinco segundos por intento. Después de obtener las muestras la sonda emprendio el camino de vuelta a la Tierra en mayo de 2021 y llegó a nuestro planeta en el 24 de septiembre de 2023, separando la cápsula de retorno de muestras para que aterrice mediante el accionamiento del paracaídas. La sonda posteriormente seguirá en una órbita heliocéntrica.
Poco después de su llegada al asteroide, la sonda detectó presencia de agua en arcillas de su superficie (en forma de hidroxilos). Por el tamaño del asteroide se sabe que nunca pudo contener agua líquida en su superficie, por lo que se especula que pudo haberse desgajado de un asteroide mayor.
La sonda posee tres cámaras. Una de ellas de largo alcance llamada PolyCam, obtendrá imágenes del asteroide desde una distancia de 2 millones de kilómetros, también imágenes de alta resolución del lugar del que sea obtenida la muestra.
La segunda cámara, llamada MapCam, hará una cartografía de todo el asteroide con imágenes en color. Adicionalmente documentará fragmentos y rocas que estén en la órbita del asteroide.
La tercera cámara, llamada SamCam, documentará el momento en que el brazo de la sonda realice la maniobra de obtención de material de la superficie.
Además del análisis de la muestra, la sonda tiene el objetivo de estudiar el asteroide, obteniendo datos sobre el origen del sistema solar, y por otro lado tener mayores datos sobre asteroides que tienen posibilidad de estrellarse contra la Tierra para evitarlo o mitigar sus efectos.
El coste de la sonda es de aproximadamente 800 millones de dólares (unos 675 millones de euros), y pertenece al programa New Frontiers de la NASA (la tercera sonda de este programa). En este programa  las misiones tienen un coste de aproximadamente mil millones de dólares y se sitúan entre las Discovery, más baratas, y las Flagship, más costosas. 
Un primer resultado de la exploración del asteroide resultó sorpresivo: debido a la muy baja gravedad y la alta velocidad de rotación, guijarros de su superficie son expulsados del asteroide, regresando luego o poniéndose en órbita. 

## Obtención de la muestra

Posición del asteroide y los planetas interiores en julio de 2020 cuando la sonda entre en contacto con el objetivo.

La OSIRIS-REx recogiendo la muestra de Bennu. Se observa el brazo tocando el asteroide Bennu.

La maniobra de obtención de la muestra se realizará de la siguiente manera: la sonda describirá una órbita de acercamiento al asteroide, de forma que tenga la misma dirección que el movimiento de rotación de dicho cuerpo y realizando una cuarta órbita, momento en el que se acercará a la superficie. El brazo estará desplegado en todo momento, apuntando siempre en dirección al asteroide. En cuanto el brazo toque la superficie se producirá la obtención de la muestra y la sonda se alejará de manera inmediata en dirección casi vertical respecto al asteroide.
Cuando se produzca el contacto, un resorte en el brazo amortiguará la inercia del golpe, posándose sobre la superficie la esponja que obtendrá la muestra. En ese momento se accionará el chorro de nitrógeno que arrastrará material del asteroide hasta los filtros. La muestras tomadas abarcarán aproximadamente 26 cm² de la superficie del asteroide.
Cuando concluya la obtención, la sonda se alejará con un empuje de 0,7 m/seg y solo cuando esté a una distancia segura se enviarán los datos y se evaluará la maniobra, que será grabada en su totalidad por la cámara SAMCAM. Si se obtiene una cantidad menor de 60 g de material, se podrá planificar una nueva maniobra hasta un máximo de tres intentos en total.

## Lanzamiento
La sonda se lanzó el 8 de septiembre de 2016, a las  23:05 GMT, por medio de un cohete Atlas V 411, desde Cabo Cañaveral en Florida, Estados Unidos. Poco más de una hora después del lanzamiento, la sonda se separa de la última etapa del cohete y queda en una órbita solar.

## Trayectoria
Luego de que la sonda partió el 8 de septiembre de 2016, tardó dos años para llegar al asteroide y ponerse en órbita.
Durante esos dos años la sonda realizó una corrección de trayectoria el 7 de octubre de 2016. Posteriormente, el 
 28 de diciembre de 2016, realizó una maniobra con una Delta-V de 431 m/s. El 18 de enero y el 23 de agosto de 2017 realizó otras dos correcciones de trayectoria. Finalmente, el 22 de septiembre de 2017  realizó un sobrevuelo de la Tierra (con una Delta-V de 3,78 km/s), para tener la misma órbita del asteroide.

## Estudio del asteroide

Mapa de altitud del asteroide Bennu obtenido por el instrumento OLA de la sonda OSIRIS-REx en febrero de 2019

Desde la llegada al asteroide Bennu, el 3 de diciembre de 2018, la sonda empezó el estudio del asteroide. Se descubrió que el asteroide es una acumulación de escombros, con objetos de diferentes tamaños. Estos causó gran preocupación en los controladores de la sonda, pues esperaban encontrar amplias zonas para realizar la recolección de muestras (regolito).
Otro descubrimiento fue que pequeños guijarros eran despedidos del asteroide, desde el ecuador, regresando a la superficie, pero algunos quedándose en órbita. Este fenómeno, aunque se conocía su posibilidad teórica, resultó una sorpresa. La observación la realizó la sonda, por medio de su cámara NavCam, el 19 de enero de 2019. La causa de este fenómeno radica en la baja gravedad, sumada a la rápida rotación, por lo que un guijarro puede ponerse en órbita si adquiere una velocidad baja, por ejemplo, rodando por una de sus laderas (la atracción gravitatoria en la superficie del asteroide es de sólo 8 millonésimas de g, (es así en los polos) pero en el ecuador, debido a la rotación de 4.276 horas, la atracción se reduce a 3 millonésimas de g).

## Obtención de la muestra
La maniobra de obtención de la muestra se realizará de la siguiente manera: la sonda describirá una órbita de acercamiento al asteroide, de forma que tenga la misma dirección que el movimiento de rotación de dicho cuerpo y realizando una cuarta órbita, momento en el que se acercará a la superficie. El brazo estará desplegado en todo momento, apuntando siempre en dirección al asteroide. En cuanto el brazo toque la superficie se producirá la obtención de la muestra y la sonda se alejará de manera inmediata en dirección casi vertical respecto al asteroide.
Cuando se produzca el contacto, un resorte en el brazo amortiguará la inercia del golpe, posándose sobre la superficie la esponja que obtendrá la muestra. En ese momento se accionará el chorro de nitrógeno que arrastrará material del asteroide hasta los filtros. La muestras tomadas abarcarán aproximadamente 26 cm² de la superficie del asteroide.
Cuando concluya la obtención, la sonda se alejará con un empuje de 0,7 m/seg y solo cuando esté a una distancia segura se enviarán los datos y se evaluará la maniobra, que será grabada en su totalidad por la cámara SAMCAM. Si se obtiene una cantidad menor de 60 g de material, se podrá planificar una nueva maniobra hasta un máximo de tres intentos en total.

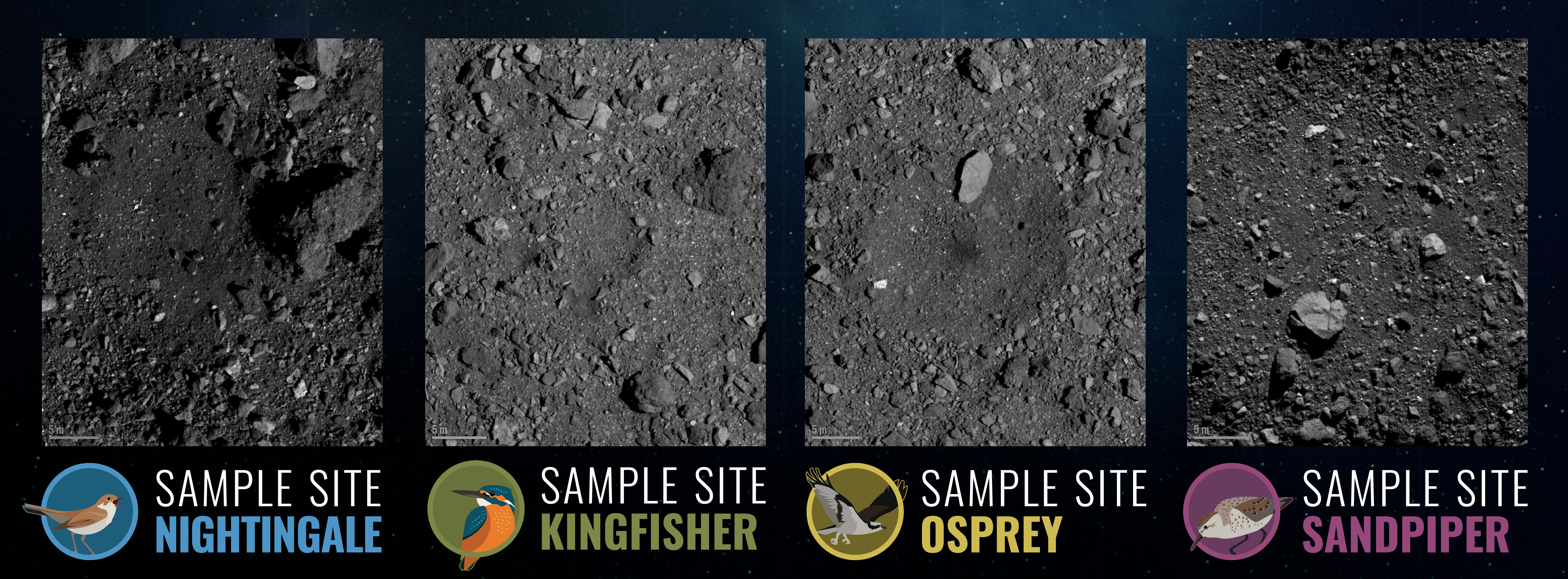
Sitios propuestos para recoger la muestra

Los planes iniciales de la NASA eran realizar el primer muestreo a fines de agosto de 2020;  El evento de recolección de muestras Touch-and-Go (TAG) planeado originalmente por la NASA estaba programado para el 25 de agosto de 2020, pero se reprogramó para el 20 de octubre de 2020, a las 22:12 UTC.  El 15 de abril de 2020, se realizó con éxito el primer ensayo de recolección de muestras en el sitio de muestreo de Nightingale. Este cráter presentaba el mayor enrojecimiento espectral de toda la superficie, lo que significa que se trata de la región más fresca o menos alterada por efectos del space weathering y fue el motivo de su elección. El ejercicio llevó OSIRIS-REx a una distancia de 65 m  de la superficie antes de realizar una quemadura de retroceso.  Un segundo ensayo se completó con éxito el 11 de agosto de 2020, llevando OSIRIS-REx a 40 m de la superficie. Este fue el ensayo final antes de la recolección de muestras programada para el 20 de octubre de 2020, a las 22:12 UTC EDT. 
El 20 de octubre de 2020, OSIRIS-REx tocó con éxito Bennu a las 22:13 UTC.  NASA confirmó a través de imágenes de video que el muestreador hizo contacto al día siguiente, después de haber aplastado algunas de las rocas en la superficie del asteroide a solo 3 pies (0.91 m) del sitio objetivo como se deseaba para obtener partículas lo suficientemente pequeñas como para ser recolectada por la muestra, aunque tomaría algunos días verificar la cantidad recolectada.

## Datos técnicos

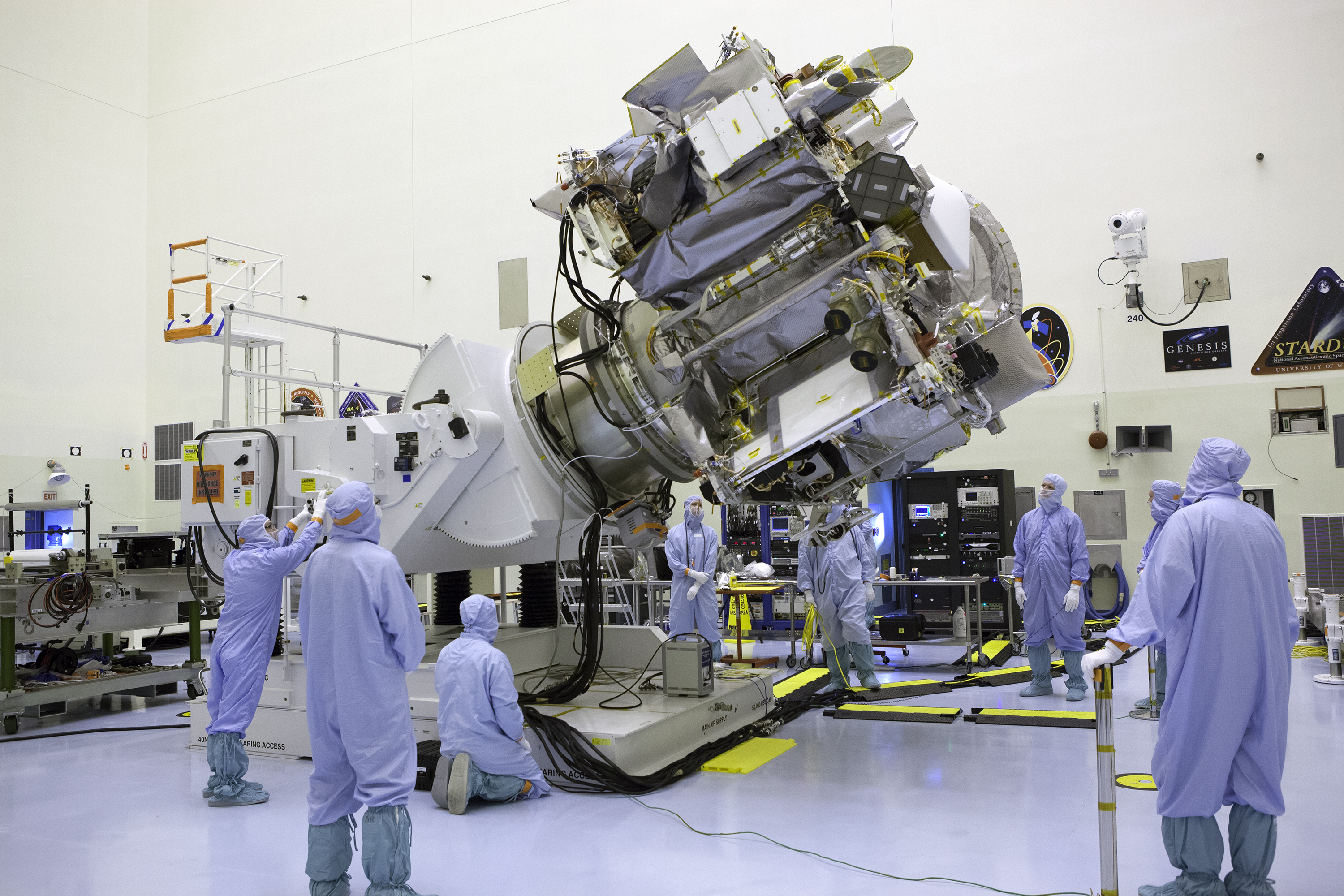
En el Centro Espacial Kennedy de la NASA, en Florida, los técnicos e ingenieros rotan OSIRIS-REx para realizar pruebas.

La sonda tiene una masa al lanzamiento de 2110 kg, de los cuales 1230 corresponde al combustible. El cuerpo de la sonda mide aproximadamente tres metros, sin embargo, con los paneles solares desplegados su envergadura total es mayor de seis metros. Dichos paneles son capaces de generar entre 1226 y 3000 vatios de potencia.

## Instrumentos

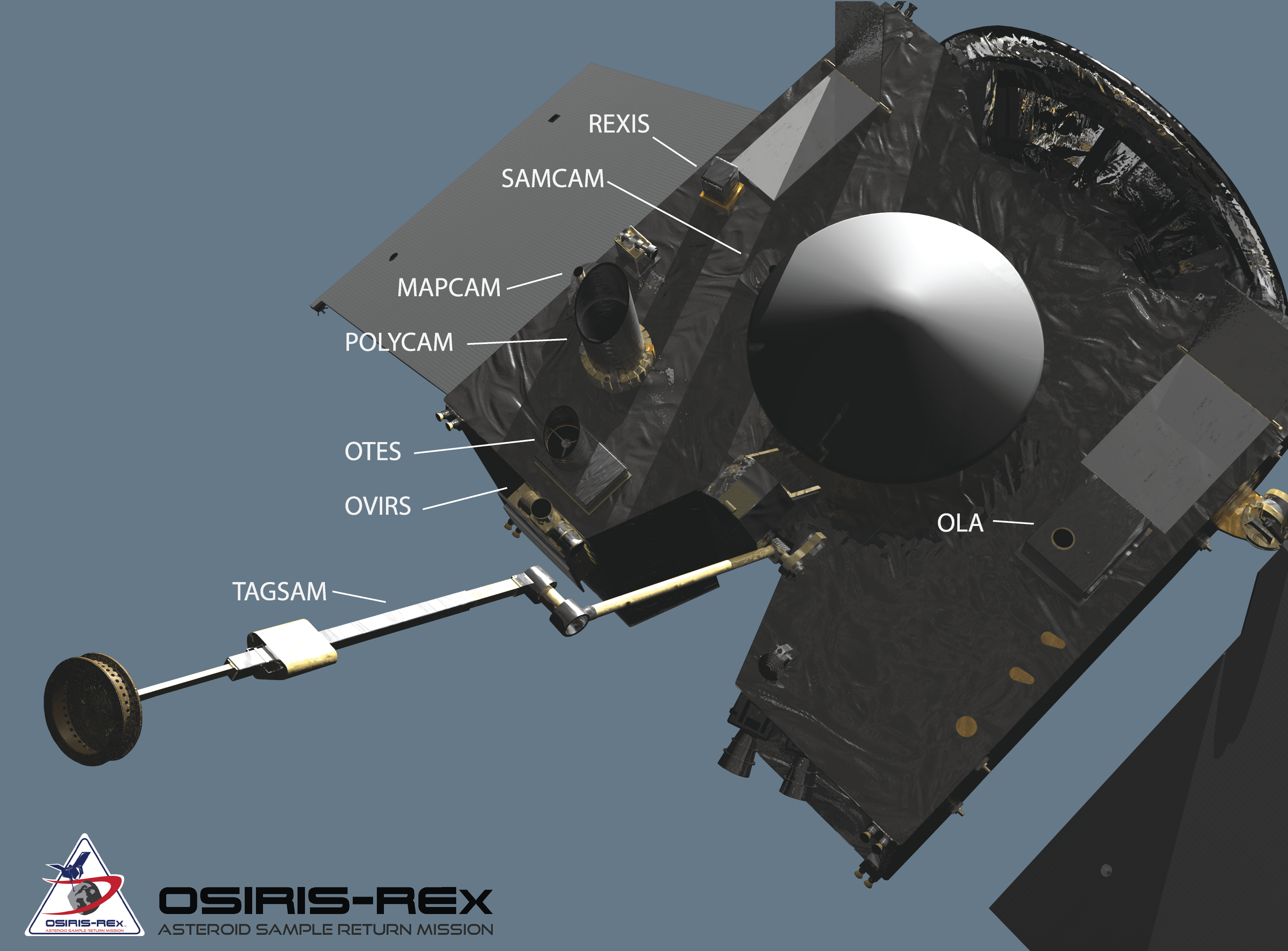
Ilustración del panel de instrumentos de la sonda OSIRIS-REx

La sonda cuenta con los siguientes instrumentos:

### OLA
Es un altímetro láser para cartografiar el asteroide en tres dimensiones con alta precisión. El altímetro opera con dos láseres, uno de alta potencia y otro de baja. El láser de alta potencia se usará para una distancia de entre 1 y 7.5 kilómetros y el de baja para menos de 1 kilómetro (hasta un mínimo de 225 metros). Se enviarán pulsos láser para que llegue a la superficie del asteroide, y un sensor detectará el rebote, midiendo con precisión el tiempo transcurrido.
El instrumento fue fabricado en Canadá como contribución de ese país al desarrollo de la sonda. En contrapartida, cuando la muestra de la superficie llegue a la Tierra, una parte de la misma será enviada a Canadá.

### OTES
Es un espectrómetro para realizar análisis químico mineral.

### OVIRS
Es un espectrómetro para identificar agua y compuestos orgánicos.

### REXIS
Es un espectrómetro de rayos X para hacer un mapeo general de los elementos en la superficie del asteroide.

### OSCAMS
Es el conjunto de cámaras con el que está equipada la sonda. Las cámaras se utilizarán para diversas tareas de la sonda, de documentación, de orientación y de ayuda para utilizar los otros instrumentos. Las cámaras ayudaran a medir la rotación del asteroide, detectarán la presencia de satélites (si existen), registrarán la forma de la superficie y sus elementos, ayudarán a decidir el lugar de donde se obtendrá la muestra de regolito, entre otras muchas tareas más.
Durante la aproximación a la superficie para la recolección de muestras, una cámara filmará todo el proceso, incluido el contacto con la superficie.

La cámara de largo alcance llamada PolyCam, obtendrá imágenes del asteroide desde una distancia de 2 millones de kilómetros, también imágenes de alta resolución del lugar del que sea obtenida la muestra.
La cámara llamada MapCam, hará una cartografía de todo el asteroide, con imágenes en color. Adicionalmente documentará fragmentos y rocas que estén en la órbita del asteroide.
La cámara, llamada SamCam, documentará el momento en que el brazo de la sonda realice la maniobra de obtención de material de la superficie.

### TAGSAM
Es llamado TAGSAM (acrónimo de Touch-And-Go Sample Acquisition Mechanism), al brazo retráctil que tomará contacto con la superficie del asteroide para la recolección de muestras. Contiene tres depósitos de gas separados, uno para cada uno de los intentos de recolección. Fue desarrollado por la empresa Lockheed Martin.

### SRC
SRC es el acrónimo de Sample Return Capsule. Es la cápsula donde se almacenarán las muestras recolectadas. El instrumento TAGSAM depositará las muestras una vez recolectadas, en cada uno de los intentos. Es la única parte de la sonda que regresará a la tierra, para lo cual cuenta con un escudo térmico y un paracaídas.
El domingo 24 de septiembre de 2023 la sonda trajo las muestras de Bennu, efectuando la reentrada sobre el desierto de Utah donde aterrizó de forma segura por medio de paracaídas